# 프리 존
프리 존(Free Zone)은 이스라엘에서 제작된 아모스 기타이 감독의 2005년 드라마 영화이다. 나탈리 포트만 등이 주연으로 출연하였다.

## 출연

### 주연
- 나탈리 포트만
- 한나 라슬로

### 조연
- 히암 압바스
- 아키 애브니
- 마크람 코우리
- 유리 클라우즈너
- 카르멘 마우라
- 팅커벨

## 제작진
- 배역: 일런 모스코비치